# 皮卡第儒勒-凡尔纳大学
皮卡第儒勒-凡尔纳大学（法語：Université de Picardie Jules Verne），又名亚眠大学，是一所位于法国皮卡第大区首府亚眠的公立大学。

## 历史
皮卡第儒勒-凡尔纳大学的办学历史最早可追溯到创建于1804年的“卫生事业学校”（法語：École de santé），1969年大学正式成立。1991年大学取名为“儒勒·凡尔纳”，以纪念这位曾经长居于亚眠的科幻作家。